# Sery Toualy
Madina Sery Toualy, née le 19 janvier 1986, est une joueuse ivoirienne de handball qui évolue au poste d'ailière gauche. 
Avec l'équipe nationale ivoirienne, elle a notamment participé aux Championnats du monde de  2009 en Chine et au 2011 au Brésil ainsi qu'aux Championnats d'Afrique en 2012 et 2016.
En club, elle a notamment évolué à Tiassalé HBC, au Stella Club d'Adjamé ou encore au Bergerac Périgord Pourpre Handball